# Anders Österlin

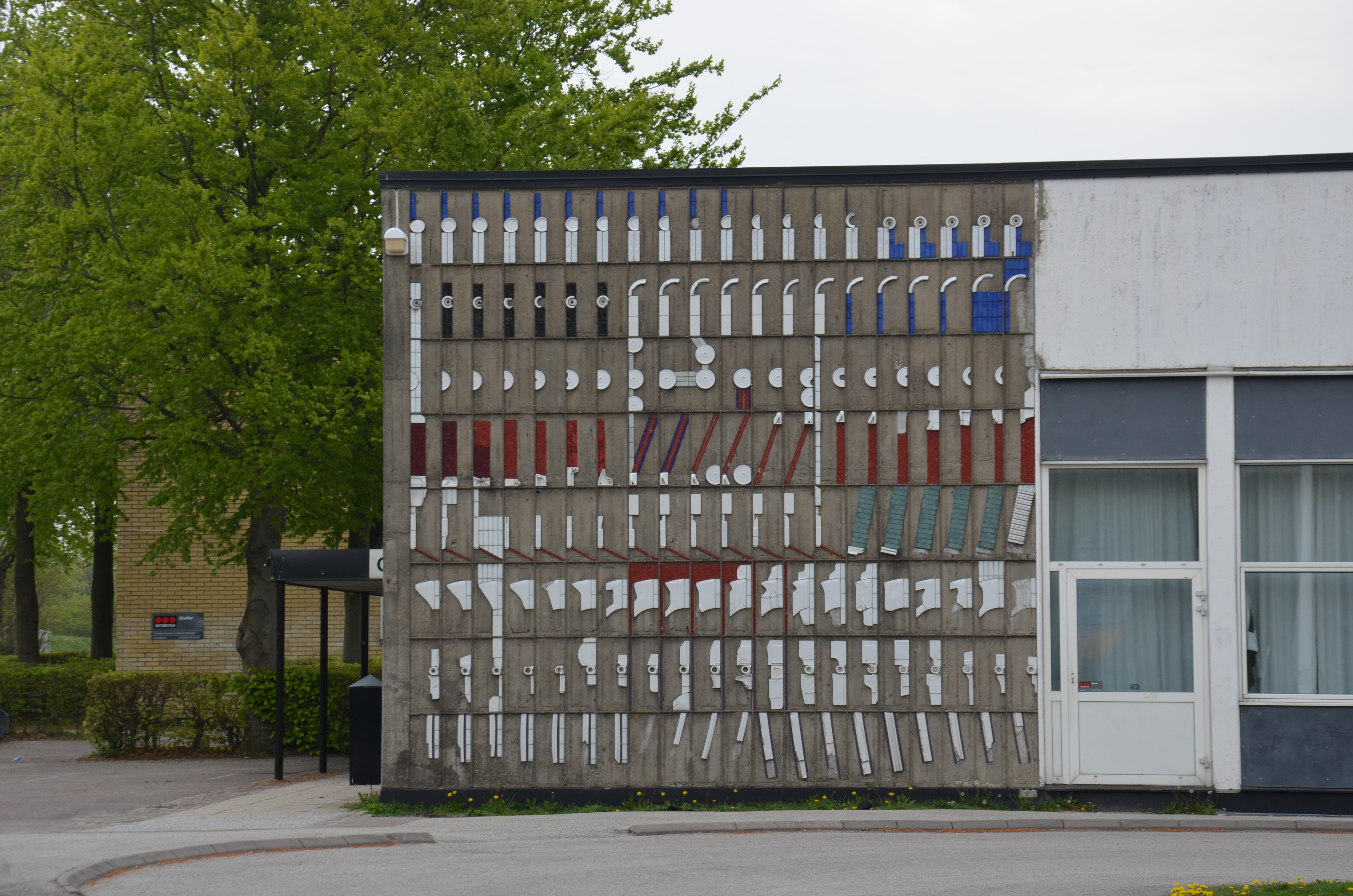
Väggrelief på Tunaskolan i Lund.

Sten Anders Evert Österlin, född 28 januari 1926 i Malmö, död 20 oktober 2011  i Limhamns församling, Malmö, var en svensk 
målare, grafiker, tecknare och reklamkonstnär.

## Biografi
Anders Österlin var son till köpmannen Julius Österlin och Johanna Andersson och från 1952 gift med Siv Henny Marianne Mattsson. Om man bortser från en kvällskurs vid Malmö tekniska yrkesskola var Österlin autodidakt som konstnär. Hans konstnärsbegåvning uppmärksammades redan i folkskolan och redan då ordnades hans första blygsamma utställning. Efter skolan arbetade han en kortare tid hos Skånska litografiska AB innan han anställdes vid Åkerlund & Rausing i Lund där han kom i kontakt med C.O. Hultén 1944. tillsammans med Hultén och Max Walter Svanberg grundade han konstnärsgruppen Imaginisterna 1945, gruppen upplöstes 1956. Österlin som var yngre än både Hultén och Svanberg hade inte någon direkt relation till den internationella surrealismen och kunde inte ta steget fullt ut i det fantasifulla bildskapande som växte fram. Han verkade senare även i konstnärsgruppen Cobra-gruppen och tillsammans med några av Cobra-gruppens målare provade han 1952 på väggmåleriets möjligheter i en experimentverkstad i Det Kongelige Danske Kunstakademis weekendstuga i Bregnerød.
Frånsett utställningen under skolåren debuterade han i Skånes konstförenings höstutställning 1946 och han medverkade därefter regelbundet i föreningens utställningar i Malmö eller Lund, han medverkade i samlingsutställningen Skånsk avantgardekonst på Malmö museum och Surrealistisk manifestation på Expo Aleby i Stockholm. Österlin var representerad i flera av Sveriges allmänna konstförenings Stockholmssalonger. Han kom tidigt att engagera sig i internationell kollektiv utställningsverksamhet och deltog i Spiralens Köpenhamnsutställning 1949, Cobras utställning i Amsterdam och Liège, Paroles visibles på Galerie la Roue, Première confrontation d´art experimental på Galerie Creuze i Paris, Nordisk abstrakt kunst i Oslo, L´Art Suèdois Avtuel i Paris, Salon Comparaisons i Paris samt Imaginisternas jubileumsutställning i Lund 1967. Tillsammans med Imaginisterna ställde han ut på Modern konst i hemmiljö, Göteborgs konsthall, Malmö, Paris och på Galleria il Numero i Florens samt Lund. Hans första stora separatutställning visades på Galerie Colibri i Malmö 1955 som följdes av separatutställningar på Färg och Form i Stockholm, Galerie la Roue i Paris, Svensk form i Stockholm, Galleri 54 i Göteborg, Galerie Piere i Stockholm som följdes av utställningar i Lund, Jönköping och Norrköping.
Tillsammans med Öyvind Fahlström och Carl Fredrik Reuterswärd ställde han ut i Umeå 1960 och tillsammans med John Melin 1963 samt tillsammans med Bertil Lundberg i Uppsala 1961. Anders Österlin målade rikt sammansatta målningar, meditativa till sin karaktär, abstrakta men med igenkännbara naturformer. Han specialiserade sig på offentlig utsmyckning. 1957 vann han tillsammans med Signe Persson-Melin tävlingen om utsmyckningen av T-Centralen i Stockholm. Deras utsmyckning på keramikplattor stod färdig året därpå. Bland hans andra offentliga arbeten märks en gul tegelexteriör på Mellanhedsskolan i Malmö, utsmyckningar för Simhallsbadet i Malmö, keramiska mosaiker för Landstingshuset, Tunaskolan i Lund samt en dekor för Malmö nya sjukhem och tillsammans med Hultén och Svanberg utförde han en väggmålning för Radiotjänst i Malmö 1952. Tillsammans med Hultén och Svanberg gav han på Image förlag ut en grafikmapp 1948 och 1954 illustrerade han med träsnitt Göran Printz-Påhlsons diktbok Mellan poesi och poesi samt scendekorer till Tristan Tzaras Gashjärtat. Han var också reklamtecknare och var under 15 år knuten till Svenska telegrambyrån i Malmö. Tillsammans med formgivaren John Melin, under signaturen M & Ö, stod han under 1950- och 1960-talet för nyskapande insatser inom grafisk design. Till den svenska avdelningen vid världsutställningen i Seattle 1962 utförde han tillsammans med Melin en 17 meter lång trävägg. 
Anders Österlin fick Ellen Trotzigs stipendium 1953, Edstrandska stiftelsens stipendium 1961, Statens filmpremienämnds pris 1963, Malmö Stads Kulturpris 2007 på 80 000 kronor och en skulptur i silver av silversmeden Magnus G-son Liedholm. Österlin är representerad vid Moderna museet, Malmö museum, Kristianstads museum, Ystads Konstmuseum, Jönköpings läns museum och Arkiv för dekorativ konst i Lund. Anders Österlin är gravsatt i minneslunden på Limhamns kyrkogård.

## Offentliga verk i urval
- Simhallen, Malmö
- Mosaik på perrongvägg, T-Centralens äldre station, Stockholm
- Landstinget, Lund
- Väggrelief på Tunaskolan, Warholms väg i Lund
- Malmö Nya Sjukhem
- Malmö Allmänna Sjukhus
- Götabanken, Malmö
- Tetra Pak, Lund
- Danderyds Sjukhus